# Scytalopus latrans
A Scytalopus latrans a madarak osztályának verébalakúak (Passeriformes) rendjébe és a fedettcsőrűfélék (Rhinocryptidae) családjába tartozó faj.

## Rendszerezése
A fajt Carl Edward Hellmayr osztrák ornitológus írta le 1924-ben, a Scytalopus unicolor alfajaként Scytalopus unicolor latrans néven.

## Alfajai
- Scytalopus latrans intermedius[2] J. T. Zimmer, 1939 vagy Scytalopus intermedius[1]
- Scytalopus latrans latrans Hellmayr, 1924
- Scytalopus latrans subcinereus J. T. Zimmer, 1939[2]

## Előfordulása
Dél-Amerika északkeleti részén, Kolumbia, Ecuador, Peru és Venezuela területén honos. Természetes élőhelyei a szubtrópusi és trópusi hegyi esőerdők. Állandó, nem vonuló faj.

## Megjelenése
Testhossza 11 centiméter.

## Természetvédelmi helyzete
Az elterjedési területe nagyon nagy, egyedszáma pedig stabil. A Természetvédelmi Világszövetség Vörös listáján nem fenyegetett fajként szerepel.